# Henryk Skrzypiński
Henryk Skrzypiński (ur. 4 listopada 1925 w Bydgoszczy, zm. 26 kwietnia 2016 tamże) – polski wojskowy, działacz PTTK i przewodnik turystyczny. W czasie II wojny światowej żołnierz Polskich Sił Zbrojnych na Zachodzie, uczestnik kampanii włoskiej,

## Życiorys
Syn Alberta. Był uczniem bydgoskiej Szkoły Powszechnej nr 10. Podczas II wojny światowej został wywieziony na roboty przymusowe do Niemiec, skąd zbiegł i przedostał się do Francji. Tam wstąpił do partyzantki, skąd trafił do 2 Korpusu Polskiego. Brał udział w kampanii włoskiej, uczestnicząc m.in. w bitwach o Monte Cassino oraz Bolonię. Po zakończeniu działań wojennych został odkomenderowany do szkoły 3 Dywizji Strzelców Karpackich. Do Polski powrócił w 1948 roku.
Ukończył Wyższą Szkołę Ekonomiczną w Poznaniu. Przez wiele lat zawodowo związany był z budownictwem, pełniąc m.in. funkcję inspektora nadzoru budowlanego na teren województwa bydgoskiego. Jego pasją była historia, w szczególności dzieje rodzinnego miasta oraz regionalistyka. Przez wiele lat oprowadzał po Bydgoszczy wycieczki krajowe oraz zagraniczne (władał językami: angielskim, niemieckim oraz włoskim). w 1971 roku zwyciężył w I Ogólnopolskim Konkursie Krasomówczym Przewodników, odbywającym się na zamku w Golubiu-Dobrzyniu.
Był również działaczem organizacji kombatanckich, zasiadając m.in. w zarządach stowarzyszeń Żołnierzy Polskich Sił Zbrojnych na Zachodzie w Bydgoszczy oraz w Warszawie. Działał w bydgoskim oddziale Klubu Historycznego im. gen. Stefana Roweckiego „Grota” oraz Towarzystwie Gimnastycznym „Sokół” II Bydgoszcz – Fordon, którego był członkiem honorowym. Publikował w „Kombatancie” - biuletynie Urzędu do Spraw Kombatantów i Osób Represjonowanych oraz w prasie lokalnej.
Henryk Skrzypiński został odznaczony m.in. Krzyżem Kawalerskim Orderu Odrodzenia Polski, Złotym i Srebrnym Krzyżem Zasługi, Medalem Pro Memoria, Srebrną Odznaką Honorową za Zasługi dla Republiki Austrii oraz brytyjską odznaką „H.M. WWII Veteran”. Jak działacz turystyczny został uhonorowany Medalem Za Szczególne Zasługi dla PTTK, Złotą Odznaką PTTK oraz tytułem Honorowego Członka Koła Przewodników Turystycznych Regionalnego Oddziału PTTK „Szlak Brdy” w Bydgoszczy.
Został pochowany na bydgoskim Cmentarzu komunalnym przy ul. Ludwikowo (sektor 6-2-5).